# 1989 EL2
1989 EL2 är en asteroid i huvudbältet som upptäcktes den 12 mars 1989 av de båda japanska astronomerna Seiji Ueda och Hiroshi Kaneda i Kushiro.
Asteroiden har en diameter på ungefär 3 kilometer och den tillhör asteroidgruppen Flora.